# André Höflich
André Höflich (Kempten, 28 aprile 1997) è uno snowboarder tedesco, specializzato nell'halfpipe.

## Biografia
Originario di Kempten e attivo a livello internazionale dall'agosto 2011, André Höflich ha debuttato in Coppa del Mondo il 1⁰ marzo 2015, giungendo 38º nell'halfpipe a Park City. Il 21 marzo 2021 ha ottenuto ad Aspen il suo primo podio nel massimo circuito, chiudendo al terzo posto nella gara vinta dal giapponese Yūto Totsuka. 
In carriera ha preso parte a un'edizione dei Giochi olimpici invernali, e a tre dei Campionati mondiali di snowboard.

## Palmarès

### Coppa del Mondo
- Miglior piazzamento in classifica generale di freestyle: 7º nel 2021
- Miglior piazzamento nella Coppa del Mondo di halfpipe: 2º nel 2021
- 2 podi:
  - 2 terzi posti